# ویکتور آنتونوف (کارگردان هنری)
ویکتور آنتونوف (به انگلیسی: Viktor Antonov) (۱۹۷۲ – ۱۶ فوریهٔ ۲۰۲۵) هنرمند بلغاری بود که بیشتر به خاطر کارش روی بازی‌های ویدیویی نیمه‌عمر ۲ و بی‌آبرو شناخته می‌شود.

## زندگی‌نامه
ویکتور آنتونوف در صوفیه به دنیا آمد و در ۱۷ سالگی به پاریس نقل مکان کرد.
او که برای صنعت سینما و بازی‌های ویدیویی کار می‌کرد، به‌دلیل کارش به‌عنوان کارگردان هنری در نیمه‌عمر ۲ به شهرت رسید. او پس از آن برای آرکین استودیوز کار کرد و سپس پس از انتشار بی‌آبرو، سرپرست طراحی زنی‌مکس مدیا شد.
در سال ۲۰۱۰ او رمان گرافیکی کلونی: ساختاری که پیروزی‌های فناوری را جشن می‌گیرد نوشت و طراحی کرد، یک روایت واقع‌گرایی جادویی با تصاویر بصری همراه خود.
او در ۱۶ فوریهٔ ۲۰۲۵ در سن ۵۲ سالگی درگذشت.

## کارها

### فیلم‌شناسی
- اعجوبه‌ها (The Prodigies) (۲۰۱۱) به‌عنوان طراح تولید
- رنسانس (۲۰۰۶)

### بازی‌های ویدیویی
| Game                                          | Release | Developer                 | Credit(s)       |
| --------------------------------------------- | ------- | ------------------------- | --------------- |
| ردنک رمپج                                     | ۱۹۹۷    | زاتریکس انترتینمنت        | نقاش نقشه       |
| Redneck Deer Huntin'                          | ۱۹۹۷    | زاتریکس انترتینمنت        | هنرمند          |
| لرزش ۲ بسته مأموریت: حسابرسی                  | ۱۹۹۸    | زاتریکس انترتینمنت        | هنرمند اضافی    |
| Redneck Rampage Rides Again                   | ۱۹۹۸    | زاتریکس انترتینمنت        | هنرمند اضافی    |
| Kingpin: Life of Crime                        | ۱۹۹۹    | زاتریکس انترتینمنت        | هنرمند          |
| نیمه‌عمر ۲                                     | ۲۰۰۴    | شرکت ولو                  | مدیر هنری       |
| کانتر استرایک: سورس                           | ۲۰۰۴    | Kingpin: Life of Crime    |                 |
| نیمه‌عمر ۲: ساحل گم‌شده                         | ۲۰۰۵    | شرکت ولو                  |                 |
| بی‌آبرو                                        | ۲۰۱۲    | آرکین استودیوز            | طراح بصری       |
| بی‌آبرو: آزمایش‌های شهر دانوال                  | ۲۰۱۲    | آرکین استودیوز            |                 |
| ولفنشتاین: نظام نوین                          | ۲۰۱۴    | مشین‌گیمز                  | مدیر هنری اضافی |
| فال‌آوت ۴                                      | ۲۰۱۵    | بتزدا سافت‌ورکز            | مشاور           |
| بی‌آبرو ۲                                      | ۲۰۱۶    | آرکین استودیوز            | مشاور           |
| دوم (بازی ویدئویی ۲۰۱۶)                       | ۲۰۱۶    | اید سافتور                | مشاور           |
| پری (بازی ویدئویی ۲۰۱۷)                       | ۲۰۱۷    | آرکین استودیوز            | مشاور           |
| The Elder Scrolls: Legends - Heroes of Skyrim | ۲۰۱۷    | Dire Wolf Digital         | طراحی بصری      |
| Project C                                     | آینده   | Darewise Entertainment    | [ ۲ ]           |
| Project DG                                    | آینده   | Eschatology Entertainment | مدیر هنری       |
| گذرگاه (بازی ویدئویی)                         | لغو شد  | آرکین استودیوز            | [ ۳ ]           |
| BattleCry                                     | لغو شد  | بتزدا گیم استودیوز استین  | [ ۴ ]           |